# أري ريبيرو فالاداو
أري ريبيرو فالاداو (14 نوفمبر 1918 - 9 أغسطس 2021) سياسي ومزارع ومحامي برازيلي. خدم في مجلس النواب بالبرازيل وحاكم غوياس.

## السيرة الشخصية
كان أري نجل بينديتو تيودورو فالاداو وإميليا بارودي فالاداو. بدأ حياته المهنية كمزارع وعامل صناعي قبل أن ينضم إلى الاتحاد الديمقراطي الوطني وينتخب عمدة لأنيكون، حيث خدم من عام 1947 إلى عام 1951 ومرة أخرى من عام 1955 إلى عام 1959. وعمل في الجمعية التشريعية لغوياس من عام 1959 إلى عام 1967. خريج من الجامعة الفيدرالية في غوياس، وعمل أيضًا كمحام.
انتخب فالاداو في مجلس النواب في عام 1967 ممثلاً لغوياس حتى عام 1979. في ذلك العام اختاره الرئيس إرنستو جيزل ليكون حاكمًا لغوياس لمدة أربع سنوات. في عام 1989 عاد إلى مجلس النواب هذه المرة ممثلا توكانتينز وخدم حتى عام 1991. في عام 1994، انتخب نائبا بديلا عن حزب الإصلاح التقدمي.
كان متزوجًا من ماريا فالاداو التي عملت في مجلس النواب عن غوياس من عام 1990 إلى عام 1994.
توفي أري ريبيرو فالاداو في جويانيا في 9 أغسطس 2021 عن عمر يناهز 102 عامًا.